# Big Trouble in Little China (videogioco)
Big Trouble in Little China è un videogioco picchiaduro a scorrimento tratto dal film Grosso guaio a Chinatown (1986), pubblicato nel 1987 per gli home computer Amstrad CPC, Commodore 64 e ZX Spectrum dalla Electric Dreams Software.
È caratterizzato dall'uso di una squadra di tre personaggi giocanti, controllati uno alla volta, con la possibilità di passare a piacimento dall'uno all'altro.

## Trama
Il malvagio spirito del mandarino Lo Pan vuole riavere un corpo fisico, e per far questo deve appagare un demone, sposando una donna dagli occhi verdi e poi sacrificandola. Gli sgherri di Lo Pan hanno rapito a questo scopo le ragazze del forzuto camionista Jack Burton e del suo amico Wang Chi, esperto di arti marziali. I due, insieme al loro amico Egg Shen, un mago che nel gioco viaggia fluttuando sopra una nuvoletta galleggiante, si avventurano al salvataggio delle donne, introducendosi nel dominio sotterraneo di Lo Pan sotto le strade della Chinatown di San Francisco. Il gioco inizia lungo le strade, dove i tre affrontano gli scagnozzi di Lo Pan; prosegue poi nelle fogne, dove si incontrano anche creature mostruose; poi nel quartier generale sotterraneo di Lo Pan (una sontuosa magione con decorazioni orientali), dove compaiono le Tre Bufere, sgherri dotati di poteri magici, riconoscibili dai larghi cappelli; e infine nella camera del rituale, dove avviene lo scontro finale con Lo Pan, che vola su una nuvola.

## Modalità di gioco
Big Trouble in Little China è un picchiaduro bidimensionale sul genere di Kung-Fu Master, occasionalmente anche sparatutto. L'inquadratura è di profilo con scorrimento orizzontale e lo scenario è lineare con avanzamento da destra a sinistra. Si dispone di tre personaggi, che inizialmente avanzano in fila indiana; solo il primo della fila è direttamente controllato dal giocatore, affronta i nemici e raccoglie gli oggetti. Gli altri due indietreggiano fuori dallo schermo quando c'è un combattimento, che è sempre un duello contro un solo nemico alla volta. Si può cambiare a volontà il personaggio controllato premendo i relativi tasti.
Tutti i personaggi del giocatore possono muoversi a destra e sinistra, rimanendo sempre rivolti a sinistra, sul pavimento piatto e privo di ostacoli. Possono saltare, abbassarsi, e attaccare a tre diverse altezze, a mani nude oppure con la propria arma specifica, se l'hanno ottenuta raccogliendola lungo il percorso.
- Jack Burton combatte a pugni; quando trova la mitraglietta può anche sparare, con munizioni limitate e ricaricabili raccogliendone altre.
- Wang Chi utilizza le arti marziali e può ottenere una spada. Anche le spade si consumano con l'uso, fino a rompersi e perdersi.
- Egg Shen anziché camminare fluttua, ma il controllo è lo stesso. Di base lancia proiettili magici a corto raggio, mentre quando ha raccolto una pozione può lanciare fulmini più lontano, con munizioni limitate.

Sotto l'area di gioco sono mostrati i volti dei tre personaggi con i relativi indicatori di stato. L'energia vitale è rappresentata da simboli di yin e yang e l'eventuale immagine dell'arma indica che è disponibile.
Si possono trovare cibo che ricarica l'energia e una pozione magica che dà più forza al personaggio.
Ci sono quattro livelli con fondali e nemici differenti. Nel primo livello si incontrano sgherri perlopiù disarmati, che combattono con arti marziali, ma occasionalmente possono essere dotati di armi. Nel secondo livello, oltre a incontrare gli sgherri, spuntano fuori momentaneamente dei mostri invincibili che si possono evitare saltando. Nel terzo, agli sgherri si aggiungono le Tre Bufere. L'ultimo comprende solo lo scontro con Lo Pan, che per poter essere sconfitto richiede l'uso di tutti i tre personaggi.

## Sviluppo
L'editrice di Big Trouble in Little China fu la Electric Dreams Software (Regno Unito), che grazie al proprio legame con la Activision riuscì a ottenere diverse licenze su film famosi a metà degli anni '80. In particolare acquisì importanti diritti su Aliens - Scontro finale, purché prendesse nel pacchetto anche Grosso guaio a Chinatown. Cominciò quindi internamente lo sviluppo del videogioco Aliens, mentre quello di Big Trouble in Little China fu esternalizzato. Probabilmente il lavoro fu assegnato alla Source Software, ma questa non lo portò a termine per motivi sconosciuti.
Sperando di pubblicare il gioco entro il redditizio periodo di Natale, Jon Dean, direttore dello studio di sviluppo interno Software Studios, si rivolse allora a una squadra esterna guidata da Mev Dinc (MD Software). Secondo Dinc, la squadra aveva già fatto un buon lavoro assegnato all'ultimo momento sviluppando per Software Studios la conversione Amstrad CPC di Enduro Racer, per questo Dean si rivolse nuovamente a loro.
Fu recuperato un po' di materiale prodotto dagli sviluppatori iniziali, ma non avevano realizzato granché oltre a qualche mockup di schermate. La squadra dovette cominciare quasi da zero e aveva due mesi di tempo per sviluppare tutte le versioni del gioco. Mev Dinc stesso programmò quelle Amstrad CPC e ZX Spectrum, Edwin Rayner si occupò del Commodore 64, Nick Cook fu l'artista grafico e Jon Dean supervisionò la produzione. Gli sviluppatori, inclusi Dinc e Cook, si trasferirono alla sede della Software Studios a Southampton per cercare di completare in fretta l'opera per Natale 1986.
Vista la situazione, non c'era tempo di cambiare il design del gioco, che rimase un picchiaduro ordinario. Come spesso accadeva nei tie-in, per l'aspetto del gioco ci si basò su materiali del film, come foto di scena e la sceneggiatura; il film stesso era appena uscito negli USA quando iniziò il lavoro. Le tre versioni furono realizzate praticamente identiche nel gameplay, ma Dinc ricorda come particolarmente ben riuscito e veloce lo scorrimento su ZX Spectrum, nonostante la macchina fosse poco capace da quel punto di vista.
Nonostante la fretta, l'uscita di Aliens ebbe la precedenza e alla fine non si riuscì a pubblicare Big Trouble in Little China per Natale, ma solo a primavera 1987.

## Accoglienza
Big Trouble in Little China ricevette recensioni variabili, ma nel complesso risultò mediocre.
In tutte le tre versioni, molte riviste di settore europee lo accolsero con giudizi medi, e molte altre con giudizi fortemente negativi, dovuti soprattutto alla monotonia del gioco, alla mancanza di longevità e al sonoro minimale.
Alcuni dei rari giudizi entusiasti vennero dall'italiana Commodore Time e da Your Sinclair (voto 8/10 alla versione Spectrum), quest'ultima però ridimensionò molto il suo giudizio tre anni dopo descrivendo una riedizione economica (voto 51%).